# Berufsrechtliche Regelungen für Rechtsanwälte
Die berufsrechtlichen Regelungen für Rechtsanwälte in Deutschland regeln das anwaltliche Berufsrecht für deutsche und für ausländische Rechtsanwälte, die in Deutschland tätig sind.

## Regelungen
Zu den Regelungen zählen:
- Bundesrechtsanwaltsordnung (BRAO)[1]
- Berufsordnung für Rechtsanwälte (BORA)[2]
- Rechtsanwaltsvergütungsgesetz (RVG)[3]
- Berufsregeln der Rechtsanwälte der Europäischen Union (CCBE-Berufsregeln)[4]
- Gesetz über die Tätigkeit europäischer Rechtsanwälte in Deutschland (EuRAG)[5]
- Fachanwaltsordnung (FAO)[6]
- Verordnung über die Rechtsanwaltsverzeichnisse und die besonderen elektronischen Anwaltspostfächer (RAVPV)[7]

Für Notare und Anwaltsnotare gilt die Bundesnotarordnung (BNotO) Im Gerichts- und Notarkostengesetz (GNotKG) wurden die Regelungen, die Notare betreffen, in einem eigenen Kapitel zusammengefasst.

## Internetseiten
Für die Webseiten von Anwälten und Notaren gilt grundsätzlich die Impressumspflicht.
Seit dem 9. Januar 2016 müssen Rechtsanwälte, die Online-Dienstverträge im Sinne des Art. 4 Abs. 1 lit.e der Verordnung über Online-Streitbeilegung in Verbraucherangelegenheiten (Verordnung (EU) Nr. 524/2013 – ODR-Verordnung) mit Verbrauchern schließen, auf ihrer Homepage einen Link zur europäischen Onlinestreitbeilegungs-Plattform vorhalten und ihre E-Mail-Adresse angeben.
Ab dem 1. Februar 2017 müssen Rechtsanwälte unter bestimmten Umständen auf ihrer Homepage und/oder in ihren AGB über die Möglichkeit der Teilnahme an einem Streitbeilegungsverfahren vor der zuständigen Verbraucherstreitbeilegungsstelle hinweisen. Nach Entstehen einer Streitigkeit muss jeder Rechtsanwalt den Mandanten in Textform auf die zuständige Schlichtungsstelle hinweisen und erklären, ob er grundsätzlich bereit ist, an einem Schlichtungsverfahren teilzunehmen. Verpflichtend ist dies für ihn nicht. Zuständige Verbraucherschlichtungsstelle ist für vermögensrechtliche Streitigkeiten aus dem Mandatsverhältnis die Schlichtungsstelle der Rechtsanwaltschaft.